# Hornebos
Het Hornebos is een bos en natuurgebied in Rukkelingen-Loon.
Dit loofbos, een der weinige in Droog-Haspengouw, behoorde oorspronkelijk bij het domein van het Kasteel van Bovelingen. Het bos is rijk aan planten, waaronder Slanke sleutelbloem en Grote keverorchis. Het hoogste punt is ongeveer 130 meter boven zeeniveau. Van daar heeft men een mooi uitzicht over het leemplateau van Haspengouw. Er zijn holle wegen in het bos te vinden.
In het bos ontspringt de Peterkerebrukensloop, welke uitmondt in de Herk. Een ondergrondse tunnel verbond dit beekje met de vijvers van het kasteel.
In 1980 werd dit bos aangekocht door het Agentschap voor Natuur en Bos. Toen waren de vochtige gedeelten begroeid met populier en fijnspar. In 1985 werden deze bomen vervangen door een meer natuurlijke begroeiing, en in 2002 werd nog eens 15 ha, grenzend aan het bos, met bomen beplant.
Het bos is toegankelijk en er is een wandelroute van 4 km door het bos uitgezet.